# リディツェ
リディツェ（チェコ語: Lidice, チェコ語発音: [ˈlɪɟɪt͡sɛ], ドイツ語: Liditz）は、チェコ・中央ボヘミア州にある村である。リディチェとも表記される。

## 歴史

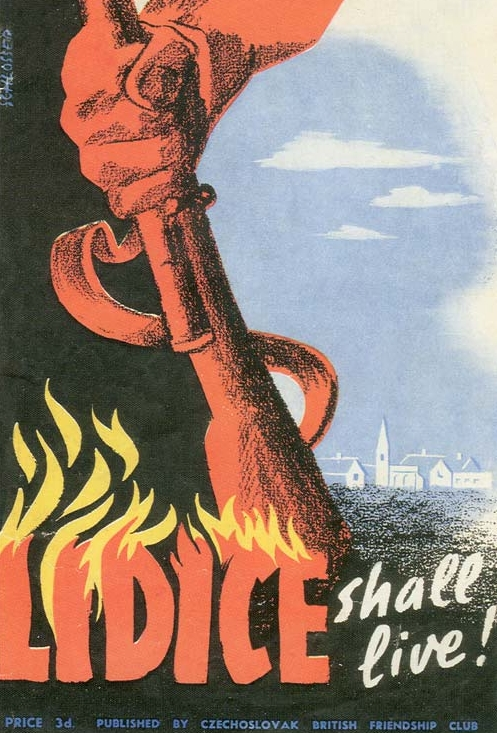
第二次世界大戦のリディツェの追悼ポスター

この村の記述が最初に表れるのは、1318年である。この地域はのち工業が発展し、現在の住民の多数は中央ボヘミア州の州都クラドノやスラニー(Slaný)等の工場や鉱山に働きに出ている。

### 第二次世界大戦中
1941年にラインハルト・ハイドリヒがベーメン・メーレン保護領の副総督に任じられ、同地の対レジスタンス掃討作戦を担当する。ハイドリヒはきわめて有能でレジスタンス組織は苦境に陥った。危機感を抱いたチェコスロバキア亡命政府とイギリス政府は、ハイドリヒの暗殺作戦を立案し、在英の亡命チェコ軍人からヨゼフ・ガプチーク、ヤン・クビシュ（Jan Kubiš）ら10人を選抜する。暗殺部隊はイギリス軍機でプラハ郊外に落下傘降下し、市内潜入に成功した。
1942年5月27日 、ハイドリヒはいつものようにプラハ郊外の宿舎から、執務室がある市内のプラハ城に専用車で出勤した。朝10時半頃、車がホレショヴィチェ通り(Holešovice)にさしかかった時、待ち伏せしていたガプチークとクビシュは爆弾を投げつけた（詳しくはエンスラポイド作戦）。ハイドリヒの乗車は破壊され、重傷を負ったハイドリヒは病院に搬送された。ガプチークとクビシュは現場から逃亡した。
証拠はなかったが、クラドノの保安警察及びSD指揮官ホルスト・ベーメは、リディツェの住民がこの襲撃事件の犯人を隠匿していたと考えた。襲撃の翌日の5月28日にゲシュタポがリディツェ在住の2家族（男性8人、女性7人）を逮捕した。住民たちはこれで終わったと思いこんでいたが、ベーメとベーメン・メーレン保護領の親衛隊及び警察指導者カール・ヘルマン・フランクは、リディツェの完全な破壊をアドルフ・ヒトラーに上申していた。
6月4日、ハイドリヒは感染症で死亡した。ヒトラーは怒り、6月9日に上申されたリディツェの掃討を実行する総統命令を出した。

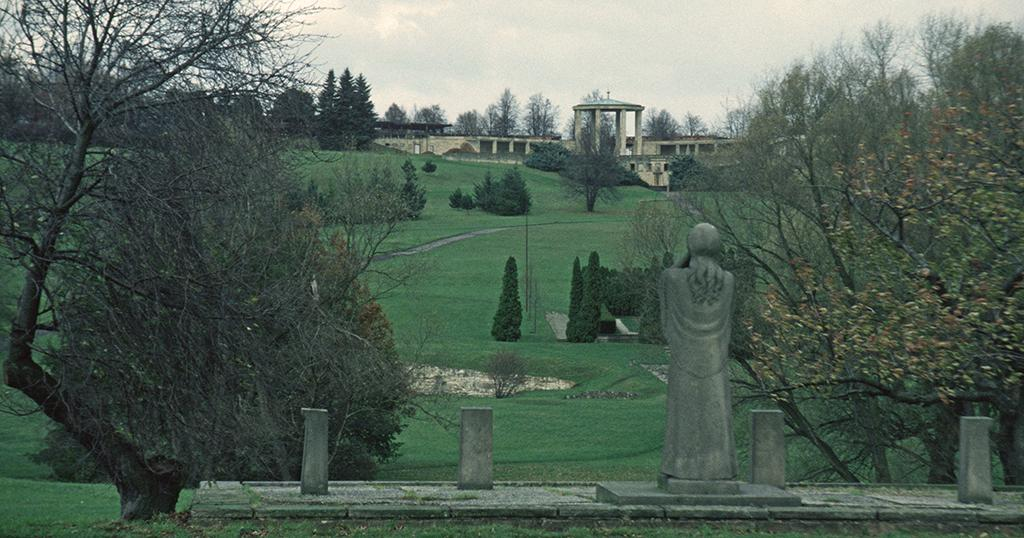
旧リディツェの跡地(現在は追悼碑となっている)

翌日の6月10日、保安警察部隊が再びリディツェにやってきた。前回とは異なり、約500人いたリディツェの住民全員が一箇所に集められ、15歳以上の男性約200人は納屋に押し込まれたのち、10人ずつ引き出されては銃殺された。なおこの際の処刑の様子は保安警察が映像に収めており、後にニュルンベルク裁判で証拠として使用された。
女性約180人は、ラーフェンスブリュック強制収容所に送られた。四分の一がチフスと過労により死亡した。
約100人の子供は、ウッチ（Łódź, 現在のポーランドに存在）のグナイゼナウ通り(Gneisenaustraße)の強制収容所に送られ、人種的に分類された。そこでアーリア化に適していると判断された8名の子供のみがドイツに送られ（戦後に発見され、チェコスロヴァキアに送還された）、残りの子供はヘウムノ強制収容所に送られた。
チェコ政府はヘウムノの収容所で死亡したと思われた乳児の一人で1941年生まれのマルタ・フロニコヴァ(Marta Hroníkova)が生存していることを2005年に発表した。この追跡はドイツ人記者ケルスティン・シヒャ(Kerstin Schicha)とドイツ人弁護士フランク・メッツィング(Frank Metzing)により行われた。
暗殺作戦を担当したガブツィクらはプラハ市内の教会に隠れていたが、6月18日に発見され、銃撃戦で死亡した。6月24日には隣接するレジャーキがリディツェと同様に破壊された。ハイドリヒ暗殺事件に関連して殺害された者は約1300人に上った 。
ナチスはヨーロッパ占領地域で行なった住民の虐殺を秘匿することが多かったが、リディツェの事件は大きく宣伝した。この事件は連合国のメディアも取り上げ、本件を題材に、チェコの外交官アヴィグドル・ダガンが制作を主導し、ハンフリー・ジェニングズが監督した宣伝映画「沈黙の村」(The Silent Village)が製作され、事件直後の1943年に公開された。

### 第二次世界大戦後

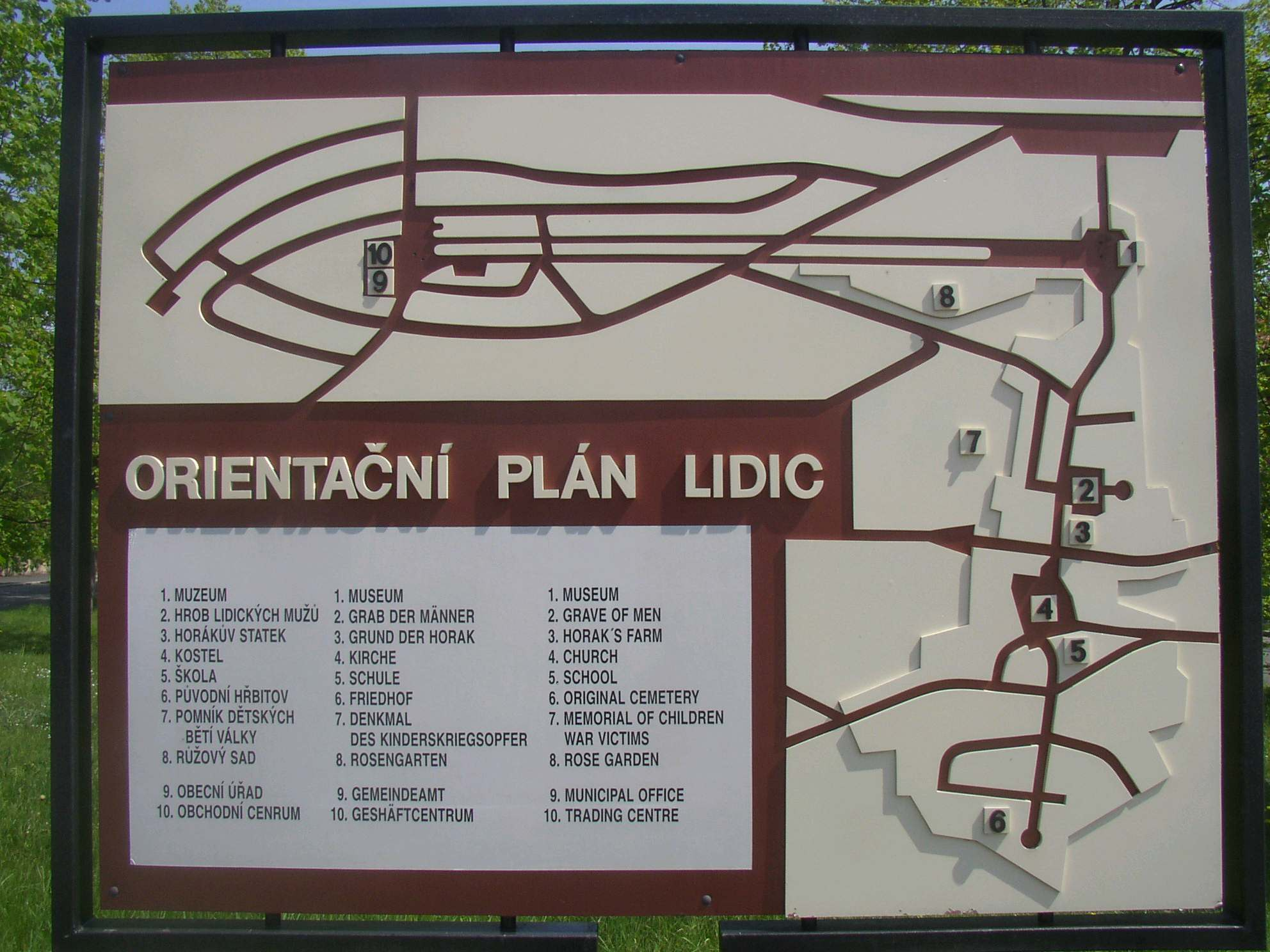
現在のリディツェの地図

第二次世界大戦終戦後の1949年にリディツェは、跡地に隣接する場所に新たに再建された。なお、レジャーキは再建されていない。
リディツェの破壊が世界に知れ渡ると、ナチスの蛮行に対する抗議や、虐殺された人々の追悼の印として、「リディツェ」の名を冠する町が諸外国（特にラテンアメリカ諸国）に登場した。その例としてメキシコシティのサン・ヘロニモ＝リディセ(San Jerónimo-Lídice)や、ベネズエラの首都カラカスにあるリディセ地区とそこにあるリディセ病院、パナマのリディセ・デ・カピラや、ブラジルの町名がある。
第二次世界大戦でドイツ空軍によって徹底的に破壊されたイングランドの都市コヴェントリーの広場は、その後リディツェの名前を付けられた。アメリカ合衆国イリノイ州クレストヒルの近傍は、シュテルン・パークからリディツェに名前を変更した。また、リディツェはいくつかの国における女性の名前にも影響を与えた。